# Мосэнергосбыт
Мосэнергосбыт — крупнейшая российская энергосбытовая компания, реализующая свыше 8,7 % вырабатываемой в России электрической энергии. Полное наименование — Акционерное общество «Мосэнергосбыт».
Начала самостоятельную деятельность в 2005 году после выделения из состава ОАО «Мосэнерго». 1 сентября 2006 года в связи с началом работы в Российской Федерации новых оптового и розничного рынков электроэнергии получило статус «Гарантирующий поставщик» на территории Москвы и Московской области.

## История компании
В 1931 году в составе треста «Московского объединения государственных электростанций» (МОГЭС) появился «Энергосбыт» как самостоятельное хозрасчетное предприятие. К Московской энергосистеме на тот момент было подключено около 150 тыс. абонентов.
К 1940 году «Энергосбыт» обслуживал 218 тыс. абонентов.
В 1959 году «Энергосбыт» организует цех ремонта приборов учета электроэнергии.
В 1980 году «Энергосбыт» переименован в «Энергонадзор».
В 1993 году «Энергонадзор-Мосэнерго» стал филиалом ОАО энергетики и электрификации «Мосэнерго»; в 1996 году был переименован в «Энергосбыт», филиал ОАО «Мосэнерго».
Как самостоятельная компания — возникла в 2005 году в связи с реорганизацией ОАО «Мосэнерго».
1 марта 2013 года в личном кабинете «Мосэнергосбыта» зарегистрирован миллионный пользователь.
В 2015 году «Мосэнергосбыт» поставило своим клиентам первые 500 киловатт-часов солнечной электроэнергии.
С июля 2017 года компания перешла на приём показаний приборов учёта исключительно через дистанционные автоматизированные каналы, исключив из этого процесса операторов Контактного центра.
В 2018 году «Мосэнергосбыт» начало переход на электронный документооборот с потребителями-юридическими лицами. Заключен первый в России «зелёный» свободный двусторонний договор (договор на поставку электрической энергии, производимой на основе возобновляемых источников энергии, для потребителя АО «Мосэнергосбыт»).
С 2022 года Мосэнергосбыт стал выключать свои серверы на выходные и праздничные дни, а также в ночное время, и ввел блокировку возможности ввода показаний электросчетчиков из-за рубежа.

## Клиенты компании
АО «Мосэнергосбыт» является правопреемником ОАО «Мосэнерго» в отношении договоров энергоснабжения. Компания поставляет электрическую энергию более чем на 420,7 тысячи объектов предприятий организаций в 53 регионах Российской Федерации, на обслуживании также находятся более 9,1 миллиона бытовых потребителей Москвы и Московской области.

## Показатели деятельности
Объём сбыта электроэнергии на конец 2018 года составляет более 88 млрд кВт·ч/год. 
На территории Москвы АО «Мосэнергосбыт» реализует 94,3 % электроэнергии, на территории Московской области — 85,7 %. Доля на рынке Российской Федерации по итогам 2018 года составляет 8,2 %.
Чистая прибыль по итогам 2018 составила 2,3 млрд рублей, выручка составила 351 млрд рублей. Стоимость совокупных активов по итогам 2018 года равняется 54,9 млрд рублей.
Уставной капитал – 383 млн рублей. Входит в Группу «Интер РАО».